# 救世者之樹
《救世者之樹》是由《仙境傳說》之父金學圭主導IMC Games製作 的大型多人在線角色扮演遊戲（MMORPG）。北美、歐洲地區在2015年5月12日登上Steam Green Light，不到10小時就成功通過投票。台港澳地區於2016年7月26日由茂為歐買尬旗下X2GAME代理上市。國際版通過Steam遊戲平台發布。
遊戲故事背景建立於立陶宛神話，畫風則似《仙境傳說》的童話風格。

## 系統
類似於大多數大型多人線上角色扮演遊戲，在救世者之樹中有以下五種基礎職業可選擇：
- 劍士
- 法師(魔法師)
- 弓箭手
- 牧師(聖職者)
- 斥侯

## 日本
NEXON表示《救世者之樹》在11月27日停止NEXON的服務後，IMC Games將為日本玩家開啟新伺服器與服務，將會轉移原有玩家的遊戲數據資料
，於2019年11月28日15:00開始營運。
“[Migration] Dahlia”服務器和“[New] Lada”服務器同時打開。